# Српска историографија
Српска историографија је национална историографија српског народа. Обухвата историографска дела, настала у распону од средњовековног раздобља до савременог доба. Према предмету проучавања, српска научна историографија обухвата истраживања у области историје српског народа, почевши од политичке и војне, преко друштвене и економске, до верске и културне историје Срба, како у матичним српским земљама, тако и у српској дијаспори. Као научно-истраживачка дисциплина, српска историографија се развија под окриљем бројних научно-образовних, научно-истраживачких и других стручних установа (академије, факултети, институти, заводи, архиви, музеји).

## Обнова српске историографије
Архимандрит Јован Рајић (1726—1801) је био претеча савремене српске историографије, а његова важност се пореди са значајем Николаја Карамзина за руску историографију.

## Савремена српска историографија
Иларион Руварац (1832—1905) се сматра оснивачем критичке школе у српској историографији. Руварчева школа се сукобила са школом Панте Срећковића (1834—1903). Српска историографија је била највише фокусирана на национална питања током постојања Друштва српске словесности и Српског ученог друштва (1841—1886).
Темеље српске црквене историографије поставио је епископ Никодим Милаш (1845—1915). Српска црквена историографија се поклапа са националистичком перспективом садржаном у секуларној српској историографији. Традиција православне цркве и рана српска историографија кроз народну поезију засновану на Косовској бици помогла је у превазилажењу недостатака и спајању старе са тадашњом новом српском државом. Нација и религија су уско повезане са српском националном историјом у раном 19. вијеку. Патриотска историографија види Србе као ослободиоце јужнословенске браће од страних угњетавача у балканским ратовима и Првом свјетском рату. Српски националисти тврде да су у комунистичкој историографији, Срби претворени у тлачитеље, четници током Другог свјетског рата означени су колаборационистима као усташе, док масакри над Србима нису били битни. У Југославији након Другог свјетског рата, српски историчари су тврдили да засебна историја народа након уједињења више не постоји, за разлику од словеначких и хрватски историчара коју су тврдити супротно. Од педесетих година 20. вијека па надаље под контролом државе смањене су интелектуалне активности, док се шездесетих година појавила расправа о Другом свјетском рату, што је кулминирало са више радова осамдесетих година. Од педесетих година 20. вијека па надаље под контролом државе смањене су интелектуалне активности, док се шездесетих година појавила расправа о Другом свјетском рату, што је кулминирало са више радова осамдесетих година.

### Посткомунистичка српска историографија (1980—данас)
Током посљератног периода, иако је Тито осудио националистичке страсти у историографији, хрватски и српски академици су наставили оптуживати једни друге за лажно приказивање историје, посебно оне везане за усташко-нацистички савез. Комунистичка историографија је оспорена осамдесетих година и српски историчари су започели рехабилитацију српског национализма. Историчари и други интелектуалци окупљени око Српске академије наука и уметности и Удружења књижевника Србије играли су значајну улогу у образложењу новог историјског наратива. Процес писања „нове српске историје” текао је паралелно са настајањем етно-националне мобилизације Срба са циљем реорганизације југословенске федерације. Четири фактора и извора утицали су на „нову историју”:
1. Српска етно-национална идеологија
2. Национализам који потиче из црквене историографије и православне цркве
3. Српска исељеничка пропаганда и митови
4. Студије о геноциду и холокаусту (током који је дошло до идентификације Срба са Јеврејима, док су злочини над Србима посматрани као једнаки холокаусту)

Користећи идеје и концепте из историографије холокауста, српски историчари заједно са црквеним вођама примјенили су то на Југославију у Другом свјетком рату изједначавајући Србе са Јерврејима, а Хрвате са Нијемцима. У вријеме Милошевићеве власти српски историчари и режим сматрали су да је важно обезбједити подржу истакнутих југословених Јевреја и јеврејских организација о заједничком српско-јеврејском страдању. Због тога, неколико југословених Јевреја пружило је значајну подршку новој српској историографији. Осамдесетих година 20. вијека, српски историчари написали су много дијела о присилном покатоличавању Срба током Другог свјетског рата у Независној Држави Хрватској. These debates between historians openly became nationalistic and also entered the wider media. Ове дебате између историчара постале су отворено националистичке и ушле су у шире медије. Београдски историчари су током осамдесетих година имали блиске везе са владом, често су се појављивали на телевизији и расправљали о стварним или измишљеним детаљима усташког геноцида над Србима током Другог свјетског рата. Ове расправе су имале утицај на теоријске одбитке који су служили као предуслов за могући етнодемографски инжињеринг који се одржавао у Хрватској. За то вријеме, неки познати српски историчари као што су Василије Крестић и Милорад Екмечић били су на челу националистичког покрета. Године 1996, Крестић је заједно са Радованом Самарџићем био члан комисије која је касније израдила „Меморандум Српске академије наука и уметности” у коме се наводи да су над Србима у Југославији Албанци и Хрвати починили геноцид.
Током осамдесетих и деведесетих година, главни фокус националиситчке историје био је на Косову. Српски академици као што су Душан Батаковић добили су великодушну подршку за објављивање националистичких радова који су превођени на друге језике, а други српски историчари као што су Димитрије Богдановић, Радован Самарџић и Атанасије Урошевић написали су сличне радове о Косову. Иако неки српски историчани нису промовисали националистичке ставове, на историјску праксу у Србији утицала су ограничења која је поставио државно промовисани национализам. Фокус истраживања српских историчара био је ограничен само на српско искуство живота под Турцима, а само неколико српских историчара је могло читати османске документе. Због тога, кориштени су хабзбуршки документи као секундарни извор мјесних и важних доказа заснованих на османским документима при састављању националне историје..
Божица Славковић Мирић са Института за новију историју Србије на основу албанског уџбеника за историје за осми разред са Косова и Метохије, закључује да уџбеник и образовање у јужној покрајини потенцира „албанске области од Косова до Чамерије“, искривљујуе или прећуткује одређене историјске чињенице, вишеструко увећава број жртава током ратова и ствара вештачку албанску државност на Косову и Метохији.

## Значајна дела
- Поповић, Васиљ, Источно питање, 1928.[29]
- Поповић, Васиљ, Европа и српско питање, 1940.[29]
- Поповић, Васиљ, Историја новог века (1492-1815), 1941, 2016[29]
- Пржић, Илија, Спољна политика Србије (1804-1914), 1939.[29]
- Гавриловић, Михаило, Јовановић, Слободан, Спољна политика Србије у 19. веку, Српски књижевни гласник, 1901.[29]
- Живојиновић, Драгољуб, Успон Европе, 1985, 2003.[29]
- Екмечић, Милорад, Дуго кретање између орања и клања: Историја Срба у новом веку, 2007, 2011.[29]
- Попов, Чедомир, Источно питање и српска револуција (1804-1918), 2008.[29]
- Распоповић, Радослав, Историја дипломатије Црне Горе, 2009.[29]
- Поповић, Богдан Љ, Дипломатска историја Србије, 2010.[29]
- Тадић, Дејан, Дипломатија Српске православне цркве у XVI и XVII веку, 2020.[29]